# Równianki
Równianki (prononciation : [ruvˈɲaŋki]) est un village polonais de la gmina de Rudnik dans le powiat de Krasnystaw de la voïvodie de Lublin dans l'est de la Pologne.
Il se situe à environ 23 kilomètres au sud-ouest de Krasnystaw (siège du powiat)  et 47 kilomètres au sud-est de Lublin (capitale de la voïvodie).
Le village comptait approximativement une population de 150 habitants en 2006.

## Histoire
De 1975 à 1998, le village est attaché administrativement à la Voïvodie de Zamość.

Depuis 1999, il fait partie de la nouvelle voïvodie de Lublin.